# TA36 (水雷艇)
「TA36」はドイツ海軍の水雷艇。フィウメで建造中であったイタリアのアリエテ級水雷艇「ステラ・ポラーレ (Stella Polare)」をイタリアの降伏により1943年9月にドイツが捕獲したものである。
フィウメのC.N.Q.で建造。1942年4月1日起工。1943年7月11日進水。1944年1月15日就役。
2月、船舶をアドリア海からエーゲ海へ送るFrechdachs作戦が実施となり、「TA36」は船団の護衛を務めることとなった。船団を構成する艦船は2月29日にプーラより出航した。船団は貨物船「Kapitän Diederichsen」と水雷艇「TA36」、「TA37」、駆潜艇「UJ201」（元ガッビアーノ級コルベット「Egeria」）、「UJ205」（同「Colubrina」）、掃海艇「R188」、「R190」、「R191」からなっていた。同日夜、イスト島西方でフランス駆逐艦「ル・テリブル」、「ル・マラン」の攻撃を受け、「Kapitän Diederichsen」は被弾炎上。「UJ210」が撃沈され、「TA37」は大損害を受けた。また、「TA36」も軽微な損害を受けた。「Kapitän Diederichsen」は翌日沈没した。
3月18日、ラブ島上陸作戦（Illusion作戦）およびツレス島とイストリア半島の間への機雷敷設作戦（Biber作戦）で「TA36」および水雷艇「TA21」、機雷敷設艦「Ramb III」、駆潜艇「UJ205」はトリエステより出撃。まず機雷敷設へと向かったが、先導役の「TA36」は北へ進みすぎて古いイタリアの機雷原に入り、20時25分にPlomin北のMašnjak岬付近で触雷。二つに折れて沈没し、46名が死亡した。